# Eublemmistis bivirgula
Eublemmistis bivirgula is een vlinder uit de familie spinneruilen (Erebidae). De wetenschappelijke naam is voor het eerst geldig gepubliceerd in 1963 door Berio.
De soort komt voor in tropisch Afrika.